# Heterostoma desertae
Heterostoma desertae is een slakkensoort uit de familie van de Hygromiidae. De wetenschappelijke naam van de soort is voor het eerst geldig gepubliceerd in 1950 door Mandahl-Barth.